# 대공기
대공기(大公器, ?~?)는 고려의 관료이다.

## 생애
발해 출신 인물로 추정되며, 1181년에 전 대정(隊正)인 한신충(韓信忠), 채인정(蔡仁靖), 박돈순(朴敦純) 등이 반란을 모의했다며 당시 영사동정(令史同正)을 지내던 대공기는 이를 경대승에게 보고했다.

## 참고 자료
- 《고려사》열전 권제13, 제신(諸臣), 경대승